# 塔頭

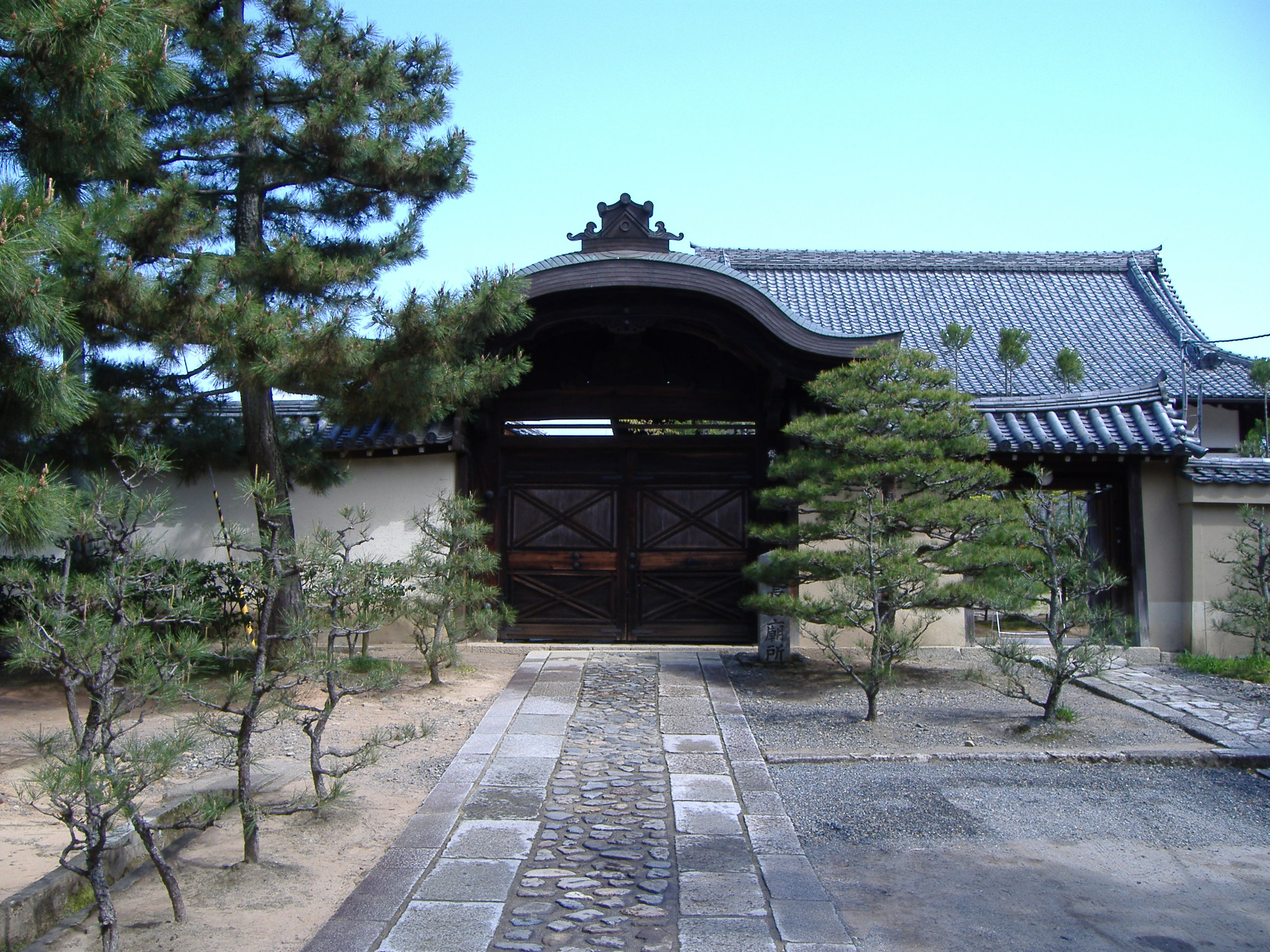
大德寺塔頭 總見院

塔頭（たっちゅう）是佛寺中，祖師、高僧死後，弟子在其卒塔婆附近或敷地內，建立用來守護卒塔婆的小院・小庵。之後，寺院的敷地內，高僧禪讓方丈一職後，所住的小庵也稱作塔頭。也作塔中（たっちゅう）、塔院（とういん）、寺中（じちゅう）、院家（いんげ）。

## 外部連結
- 塔頭について｜京都花園 臨濟宗大本山 妙心寺